# 燃耗值
燃耗值（英語：burnup）是計算核燃料在核子反應爐的使用情形的單位。

## 定義
每公噸(metric ton, MT)的濃縮鈾在一定的運轉天數可以產生的熱能，寫作「MWd/MTU」。比方說，若8公噸的濃縮鈾(U)供一座1000百萬瓦特熱能的核電廠滿載運轉365天，其核燃料的燃耗值為1000 MW × 365 d / 8 MTU = 45625 MWd/MTU = 45.625 GWd/MTU。如果核燃料不只鈾，則會寫成「MWd/MTHM」，「HM」是「重金屬（heavy metal）」的意思。
1. ↑   (PDF).   [2020-11-13]. （原始内容存档 (PDF)于2018-11-06）.